# B⁺-дерево

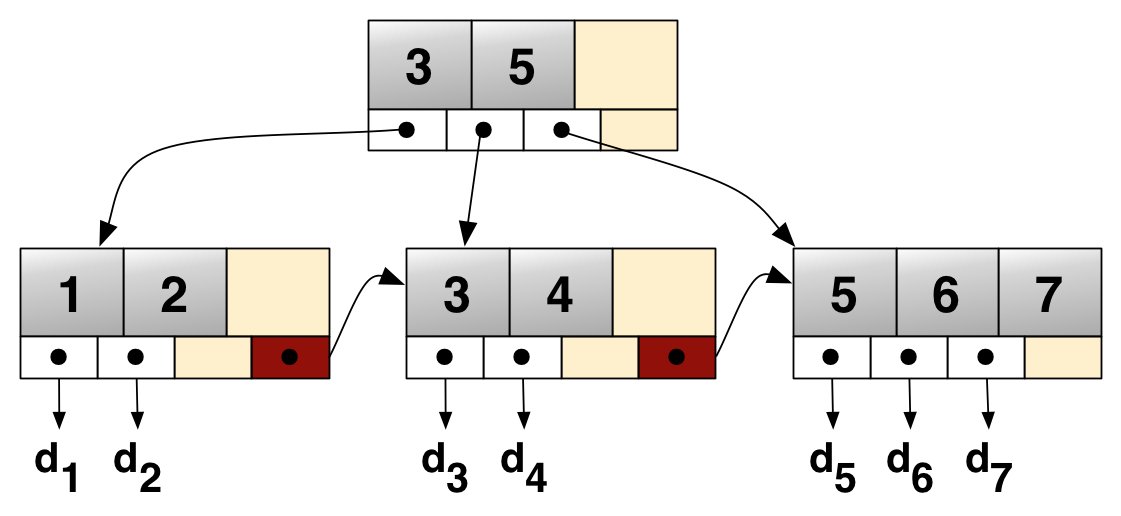
Простой пример дерева, связывающего ключи 1—7 с данными Указатели связанного списка (помечены красным) позволяют быстро перемещаться по элементам по порядку. Параметр ветвления этого конкретного дерева.

B⁺-дерево — структура данных на основе B-дерева, сбалансированное {\displaystyle n}-арное дерево поиска с переменным, но зачастую большим количеством потомков в узле. B⁺-дерево состоит из корня, внутренних узлов и листьев, корень может быть либо листом, либо узлом с двумя и более потомками.
Изначально структура предназначалась для хранения данных в целях эффективного поиска в блочно-ориентированной среде хранения — в частности, для файловых систем; применение связано с тем, что в отличие от бинарных деревьев поиска, B⁺-деревья имеют очень высокий коэффициент ветвления (число указателей из родительского узла на дочерние — обычно порядка 100 или более), что снижает количество операций ввода-вывода, требующихся для поиска элемента в дереве.
Вариант B⁺-дерева, в котором все значения сохранялись в листовых узлах, систематически рассмотрен в 1979 году, притом отмечено, что такие структуры использовались IBM в технологии файлового доступа для мейнфреймов VSAM по крайней мере с 1973 года.
Структура широко применяется в файловых системах — NTFS, ReiserFS, NSS, XFS, JFS, ReFS и BFS используют этот тип дерева для индексирования метаданных; BeFS также использует B⁺-деревья для хранения каталогов. Реляционные системы управления базами данных, такие как DB2, Informix, Microsoft SQL Server, Oracle Database (начиная с версии 8), Adaptive Server Enterprise и SQLite поддерживают этот тип деревьев для табличных индексов. Среди NoSQL-СУБД, работающих с моделью «ключ—значение», структура данных реализована для доступа к данным в CouchDB, MongoDB (при использовании подсистемы хранения WiredTiger) и Tokyo Cabinet.

## Описание
B⁺-деревом называется сбалансированное {\displaystyle n}-арное дерево поиска порядка (или степени) {\displaystyle t,} удовлетворяющее следующим свойствам:
- Каждый узел содержит хотя бы один ключ; ключи в каждом узле упорядочены, корень содержит от {\displaystyle 1} до {\displaystyle 2t-1} ключей, любой другой узел содержит от {\textstyle t-1} до {\textstyle 2t-1} ключей; листья не являются исключением из этого правила. Здесь {\textstyle t} — параметр дерева, не меньший 2 (и обычно принимающий значения от 50 до 2000 в зависимости от размера ключа относительно размера страницы, в свою очередь определяемого размером содержательной записи).
- У листьев нет потомков; для всех других узлов, содержащих ключи {\displaystyle K_{1},\dots ,K_{n},} заданный узел содержит {\displaystyle (n+1)} потомков. При этом:
  - первый потомок и все его потомки содержат ключи из интервала {\displaystyle (-\infty ,K_{1});}
  - для {\displaystyle 2\leqslant i\leqslant n} {\displaystyle i}-й потомок и все его потомки содержат ключи из интервала {\displaystyle (K_{i-1},K_{i});}
  - {\displaystyle (n+1)}-й потомок и все его потомки содержат ключи из интервала {\displaystyle (K_{n},\infty ).}
- Глубина всех листьев одинакова.
- Листья имеют ссылку на соседа, позволяющую быстро обходить дерево в порядке возрастания ключей, и ссылки на данные.

## Построение
Построение B⁺-дерева может требовать перестройки промежуточной структуры, это связано с тем, что количество ключей в каждом узле (кроме корня) должно быть от {\displaystyle t} до {\displaystyle 2t,} где {\displaystyle t} — степень (или порядок) дерева. При попытке вставить в узел ({\displaystyle 2t+1})-й ключ возникает необходимость разделить этот узел, в качестве ключа-разделителя сформированных ветвей выступает ({\textstyle t+1})-й ключ, который помещается на соседний ярус дерева. Особым же случаем является разделение корня, так как в этом случае увеличивается число ярусов дерева. Особенностью разделения листа B⁺-дерева является то, что он делится на неравные части. При разделении внутреннего узла или корня возникают узлы с равным числом ключей {\displaystyle k.} Разделение листа может вызвать «цепную реакцию» деления узлов, заканчивающуюся в корне.

## Свойства структуры
- В B⁺-дереве легко реализуется независимость программы от структуры информационной записи.
- Поиск обязательно заканчивается в листе.
- Удаление ключа имеет преимущество — удаление всегда происходит из листа.
- Другие операции выполняются аналогично B-деревьям.
- B⁺-деревья требуют больше памяти для представления, чем классические B-деревья.
- B⁺-деревья имеют возможность последовательного доступа к ключам.

## Основные операции над структурой

### Поиск
Корень B⁺-дерева является отправной точкой для всего спектра значений, в котором каждый внутренний узел представляет собой подынтервал.
Например, пусть необходимо найти значение ключа {\displaystyle k} в B⁺-дереве. Для этого ищется листовой узел, содержащий значение {\displaystyle k.} В каждом внутреннем узле нужно выяснить, на какой последующий дочерний узел необходимо следовать, внутренний узел B⁺-дерева имеет не более {\displaystyle t} потомков, где каждый из них представляет собой отдельный подынтервал. Выбирается соответствующий узел с помощью поиска в ключевых значениях узла:
```
Function
:
 
search
 
(
k
)

 
return
 
tree_search
 
(
k
,
 
root
);

Function
:
 
tree_search
 
(
k
,
 
node
)

   
if
 
node
 
is
 
a
 
leaf
 
then

     
return
 
node
;

   
switch
 
k
 
do

     
case
 
k
 
<
 
k
[
0
]

       
return
 
tree_search
(
k
,
 
p
[
0
]);

     
case
 
k
[
i
]
 
≤
 
k
 
<
 
k
[
i
 
+
 
1
]

       
return
 
tree_search
(
k
,
 
p
[
i
 
+
 
1
]);

     
case
 
k
[
d
]
 
≤
 
k

       
return
 
tree_search
(
k
,
 
p
[
d
 
+
 
1
]);

```

(Данный псевдокод рассчитан на то, что дубликаты игнорируются.)

### Добавление
Для добавления нового ключа или новой записи в первую очередь необходимо найти узел, в который их необходимо добавить. В этом случае алгоритм таков:
- Если узел полностью не заполнен (количество элементов после вставки не более чем {\displaystyle 2t-1,}) то добавить ключ (запись).
- В противном случае необходимо расщепить узел:
  - создать новый узел, затем переместить половину элементов из текущего в новый;
  - добавить наименьший ключ из нового узла и адрес на него (узел) в родительский;
  - если родительский узел заполнен, аналогично разделить его:
    - добавить средний ключ в родительский узел;

  - повторять, пока родительский узел не будет нуждаться в расщеплении.
- Если расщепляется корень — создать новый корень, имеющий один ключ и два указателя (ключ, который добавляется к корню, удаляется из своего узла)

B-деревья, в отличие от B⁺-деревьев, расширяются со стороны корня, а не листьев.

### Удаление
Для удаления ключа или записи в первую очередь необходимо найти листовой узел, в котором они находятся. Алгоритм удаления от листового узла:
- Если узел хотя бы наполовину заполнен — завершение алгоритма;
- Если узел имеет меньше элементов, то:
  - выполнить попытку перераспределения элементов, то есть добавить в узел элемент из «брата» — элемента с общим предком.
  - если выполнить перераспределение не удалось, объединить узел с «братом».
- Если произошло объединение, удалить ключ или запись, которые указывают на удалённый узел или его «брата» из родительского узла.

Объединение может распространяться на корень, тогда происходит уменьшение высоты дерева.

### Вычислительная сложность операций
Вычислительная сложность каждой операции в худшем случае: {\displaystyle O(\log {\frac {t}{2n}}),} где {\displaystyle t} — порядок дерева или коэффициент ветвления; {\displaystyle n} — количество элементов в дереве ветвей в узлах дерева.